# Криворотченко, Сергей Данилович
Серге́й Дани́лович Криворо́тченко (1910—1942) — майор Рабоче-крестьянской Красной Армии, участник Великой Отечественной войны, Герой Советского Союза (1942).

## Биография
Сергей Криворотченко родился 15 июня 1910 года в Екатеринославе. После окончания семи классов школы и школы фабрично-заводского ученичества работал слесарем, затем бригадиром на заводе, одновременно учился на рабфаке. В 1933 году Криворотченко был призван на службу в Рабоче-крестьянскую Красную Армию. В 1936 году он окончил Сталинградскую военную авиационную школу лётчиков. Участвовал в боях советско-финской войны. С июня 1941 года — на фронтах Великой Отечественной войны.
К октябрю 1942 года майор Сергей Криворотченко был заместителем командира эскадрильи 3-го авиаполка 53-й авиадивизии АДД СССР. К тому времени он совершил 115 боевых вылетов на бомбардировку скоплений боевой техники и живой силы противника, его важных объектов, сброс десантников и листовок во вражеском тылу. 3 ноября 1942 года Криворотченко погиб при выполнении боевого задания в районе села Ярославка Тамбовской области. Похоронен в Ярославке.
Указом Президиума Верховного Совета СССР «О присвоении звания Героя Советского Союза начальствующему составу авиации дальнего действия Красной Армии» от 31 декабря 1942 года за «образцовое выполнение боевых заданий командования на фронте борьбы с немецкими захватчиками и проявленными при этом отвагу и геройство» удостоен посмертно высокого звания Героя Советского Союза. 
Также был награждён двумя орденами Ленина, орденами Красного Знамени и Отечественной войны 1-й степени.
В честь Криворотченко установлен обелиск в Ярославке.